# Mitsubishi Pajero Sport

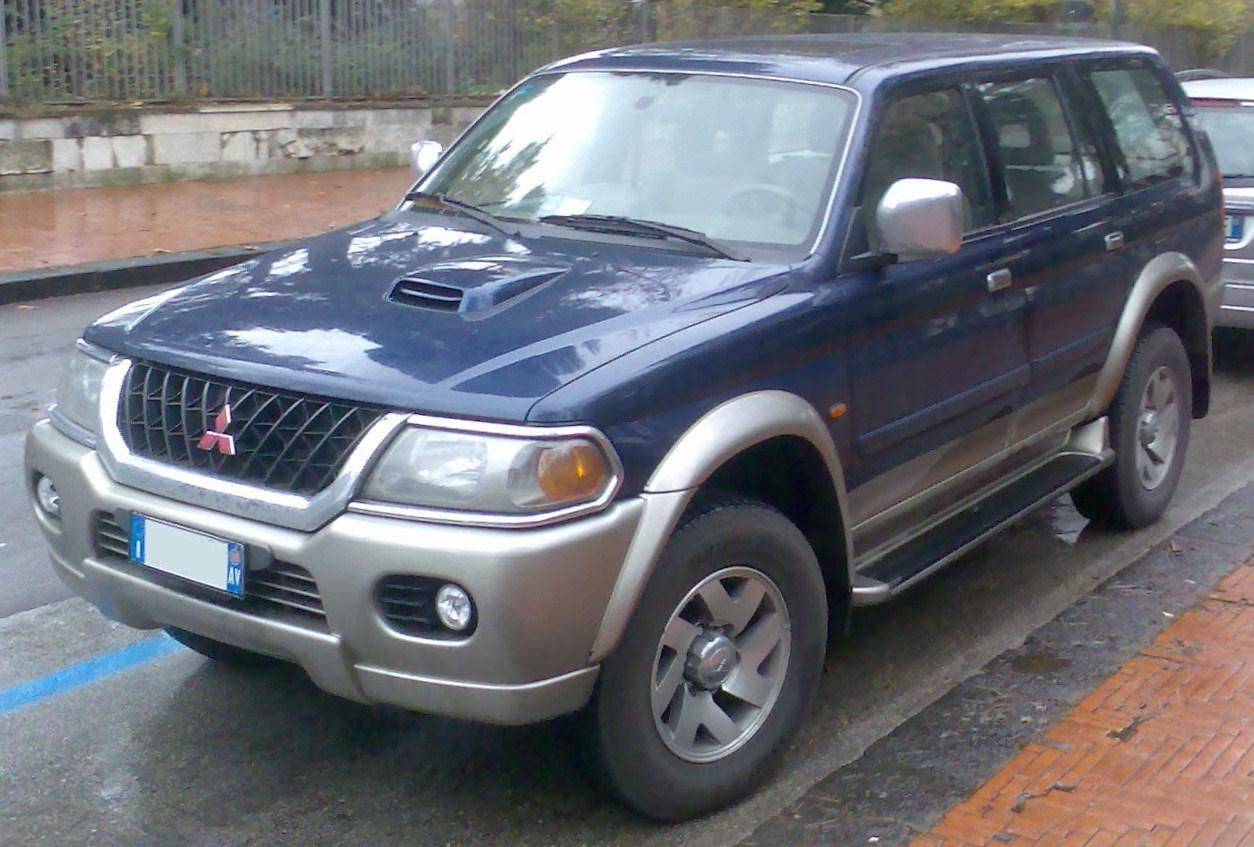
Pajero Sport GLS 2.5 TD intercooler

Mitsubishi Pajero Sport je terénní automobil vyráběný automobilkou Mitsubishi. Na evropských trzích se prodávalo pod názvem Pajero Sport, v domovském Japonsku i v Austrálii pod názvem Challenger, jako Montero Sport v Severní Americe a jako Shogun Sport ve Velké Británii (pozn. existovaly i další varianty pojmenování pro jiné trhy). Pajero Sport bývá občas nesprávně řazeno do kategorie SUV, ale navzdory designovému zdání se konstrukčně jedná o tzv. off-road.

## Konstrukce
Produkce první generace modelu, která bude popisována v tomto textu, započala v roce 1996 a vyráběla se pouze v 5dveřovém provedení. Konstrukční základ, včetně rámu a náprav, sdílí se standardním Pajerem LWB druhé generace. Na tomto základu byla postavena o něco kompaktnější karosérie – Sport je ve všech rozměrech kromě šířky nepatrně menší. Přední náprava byla po celou dobu produkce stejná – nezávisle zavěšená kola s torzními tyčemi a odpruženými tlumiči. Zadní náprava se odlišovala podle verze vozu a až do poloviny roku 2000 byla v nabídce jak vozidla vybavená tradičními listovými pery, tak vozidla s modernějším víceprvkovým systémem s rameny a pružinami. Od druhé poloviny roku 2000 bylo provedení zadní nápravy sjednoceno pro všechny produkované verze a používán byl již pouze víceprvkový systém s vinutými pružinami.
Přiřaditelný pohon 4x4 byl realizován systémem Easy Select – žádné jiné varianty nebyly v Evropě nabízeny. Tento systém disponoval pouze standardními 2H, 4H a 4L režimy, tzn. bez uzávěrek diferenciálu. Toto řešení je sice v určitých jízdních situacích méně efektivní než systémy s uzávěrkami diferenciálů, ale současně je osvědčeným a dostačujícím pro vysokou průchodnost terénem, odpovídající off-roadu; svou jednoduchostí zároveň představuje z hlediska údržby ekonomičtější a spolehlivější řešení, nežli systémy s mezinápravovým diferenciálem / viskózními spojkami. Vzhledem k tomu, že součástí systému Easy Select 4WD je zubová spojka, obsluhující na principu podtlaku volitelné připojování nebo odpojování předního náhonu, nemá Pajero Sport na předních kolech volnoběžky (rozpojování se děje na pravé přední poloose a je ovládáno manuálně – pákou volby jízdního režimu). Výhradní použití systému Easy Select se týkalo i verzí vozu pro ostatní světové trhy, s výjimkou Severní Ameriky a Austrálie, kde byl automobil nabízen volitelně i s AWD přídavnou převodovkou – k dispozici byly v tom případě režimy AWD, 4H a 4L. V režimu AWD byl výkon rozdělován podle potřeby prostřednictvím viskózní spojky mezi přední a zadní nápravu, režimy 4H a 4L byly totožné jako u Easy Selectu, tzn. pevné rozdělení výkonu mezi nápravami v poměru 50-50 buď s redukcí (4L) nebo bez (4H).

## Motorizace

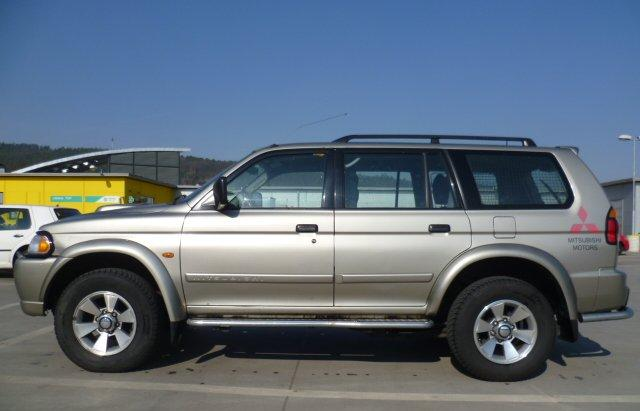
Pajero Sport GLX

Dostupná motorizace se rovněž velmi měnila s postupujícími roky produkce. V Evropě patří mezi nejrozšířenější spolehlivé a výkonné, ale také žíznivé třílitrové benzínové šestiválce (6G72 a varianty), spolu s mnoha postupně vylepšovanými turbodieselovými motory o objemu 2,5 L (4D56 a varianty), jejichž výkon postupně narůstal od 73 kW v době uvedení na trh až po 105 kW v roce 2005. Ve všech případech se jednalo o motory starší koncepce s nepřímým vstřikováním. K těm později v nabídce přibyly modernější turbodiesely s přímým vstřikováním o objemu 2,8 l (4M40, 92 kW) a 3,2 l (4M41, 121 kW), mající o něco příznivější spotřebu paliva. V mimoevropských verzích byl od roku 1999 dále hojně zastoupen rovněž šestiválcový benzínový agregát o objemu 3,5 l (6G74 a varianty), poskytující výkon od 139 kW výše (dle verze).

## Shrnutí
Oproti klasickému Pajeru představovala verze Sport civilnější, uhlazenější a v neposlední řadě cenově dostupnější off-road, který konstrukčně i jízdními vlastnostmi odpovídal klasickému Pajeru II, ale byl ochuzen o prémiové prvky typu Super Select 4WD systému a rozměrově (vč. snížení světlé výšky) mírně upraven tak, aby se trochu zlepšilo jeho jízdní chování na běžných silnicích. Díky tomu si první generace Pajera Sport zachovává popularitu až do dnešních dnů, k čemuž přispívá i skutečnost, že druhá generace tohoto vozu (uvedena v roce 2008) není nejen v České republice, ale ani v celé Evropě, vůbec v prodeji (produkuje se pro trhy Rusku, Jihovýchodní Asii, Blízkém Východu, Indii a Austrálii – stav 05/2014).

## Základní technické údaje
- Hmotnost: 1 915 kg (prázdné vozidlo ; dle výbavy až +85 kg)
- Délka: 4 610 mm
- Rozvor: 2 719 mm
- Šířka: 1 695 – 1 775 mm (dle verze)
- Výška: 1 720 mm (bez střešních ližin)
- Světlá výška: 205 – 220 mm (dle verze)
- Přední nájezdový úhel: 29° – 31° (dle verze)
- Zadní nájezdový úhel: 22° – 25° (dle verze)
- Přejezdový úhel (úhel zlomu): 21,5°
- Limitní úhel bočního náklonu: 45°
- Maximální stoupavost: 38° / 78% (na první rychlostní stupeň redukovaně)
- Brodivost: 50 cm

## Produkce
V první generaci Pajera Sport bylo vyrobeno téměř 600 000 vozů a většina výroby probíhala v Japonsku (550 045 kusů do roku 2006 včetně), zbytek zajišťovaly továrny v Brazílii a Číně v posledních letech výroby. V Evropě bylo prodáno přibližně 31% produkce, zbytek připadá na ostatní světadíly. Nejvíce vozů bylo prodáno ve Velké Británii a Německu. Na rozdíl od druhé generace vozu, která byla v Japonsku vyráběna pouze v počátečních letech, je první Sport původním japonským vozidlem (produkce Pajera Sport II byla počínaje rokem 2008 postupně přesunuta do výrobních závodů v Thajsku, Rusku, Číně, Indii, Vietnamu a Brazílii).

## Konkurence
Kromě vlastního Pajera II LWB patřily mezi hlavní konkurenty Pajera Sport první generace v době produkce (1996 – 2007) zejména Nissan Patrol, Land Rover Discovery a Toyota Land Cruiser. Z méně typických soudobých konkurentů, disponujících off-roadovou konstrukcí i využitím, jmenujme také např. Jeep Cherokee, Isuzu Trooper (Opel Monterey) nebo Hyundai Galloper / Terracan.